# Roy Barth
Roy Barth, né le 30 mars 1947 à San Diego, est un ancien joueur de tennis professionnel américain.

## Carrière
Il est 1/8 de finaliste à l'US Open 1969 perdu contre Roy Emerson (3-6, 0-6, 3-6).
En 1969, il joue la finale du tournoi de La Jolla qu'il perd face à Stan Smith.
En double, il est titré à Merion (en) en 1974 et finaliste à Berkeley en 1970.
Lors du premier tour de l'US Open 1973, il affronte le jeune prodige Björn Borg et perd après avoir mené 2 sets à 0 (6-3, 7-6, 4-6, 1-6, 2-6).

## Palmarès

### Titre en double messieurs
| No | Date       | Nom et lieu du tournoi                             | Catégorie | Dotation | Surface      | Partenaire    | Finalistes                | Score    |  |
| -- | ---------- | -------------------------------------------------- | --------- | -------- | ------------ | ------------- | ------------------------- | -------- |  |
| 1  | 25-08-1974 | Pennsylvania Lawn Tennis Championships Merion (en) |           | NC $     | Gazon (ext.) | Humphrey Hose | Mike Machette Fred McNair | 7-6, 6-2 |  |

### Finale en double messieurs
| No | Date       | Nom et lieu du tournoi                          | Catégorie | Dotation | Surface    | Vainqueurs             | Partenaire | Score              |  |
| -- | ---------- | ----------------------------------------------- | --------- | -------- | ---------- | ---------------------- | ---------- | ------------------ |  |
| 1  | 28-09-1970 | Tournoi de tennis de la côte Pacifique Berkeley |           | NC $     | Dur (ext.) | Robert Lutz Stan Smith | Tom Gorman | 6-2, 7-5, 4-6, 6-2 |  |